# Tom Felton
Thomas Andrew »Tom« Felton, angleški filmski igralec in pevec najbolj poznan po upodobitvi knjižnega lika Dreca Malfoya, * 22. september 1987, Kensington, London, Anglija, Združeno kraljestvo.

## Zgodnje življenje
Felton je najmlajši izmed štirih otrok. Živi v Surreyju, Anglija s starši in tremi starejšimi brati ter sestro. Do petnajstega leta se je šolal na West Horsley's Cranmore School, kasneje pa na Howard of Effingham, srednji šoli v Surreyju.

## Kariera

### Zgodnja kariera
Pred snemanjem filmov Tom sodeluje v reklamah. Leta 1995 je nastopil v TV seriji Bugs, leta 1997 je posnel prvi celovečerni film, leta 1999 pa je v filmu Anna and the King igral skupaj z Jodie Foster.

### 2000-danes
Jeseni leta 2001 je Feltona svet spoznal kot Dreca Malfoya, nasilneža in sovražnika Harryja Potterja v filmu Harry Potter in kamen modrosti. Preden je Tom pristal, da bo igral mladega Malfoya, je želel igrati Harryja Potterja ali Rona Weasleyja. Felton je do zdaj nastopil v vseh že posnetih filmih o Harryju Potterju, za drugi del (Harry Potter in dvorana skrivnosti pa je dobil celo nagrado Disney Channel's Kids Awards.

## Zasebno življenje in interesi
Leta 2003 sta Tom in njegov brat Chris delala z Joem Babbittom.
Feltonov najljubši hobi je ribolov.
Počitnice najraje preživlja v ZDA, natančneje St Lawrence River v New Yorku.
Njegov najljubši filmski igralec je Alan Rickman, ki v filmih o Harryju Potterju igra Robausa Rawsa, njegova najljubša lika iz knjig o Harryju Potterju pa sta Slatan Sharmer in Lucius Malfoy, Drecov oče. V intervjuju je izjavil, da če bi si lahko izbral kakšno drugo vlogo, bi najbrž izbral Luciusa Malfoya ali celo Mrlakensteina. Povedal je še, da bi bil v tudi v resnici najbrž izbran v Spolzgad.

## Nagrade in nominacije
Young Artist Award
Nominacija: Najboljša fimska zasedba v večernem filmu (skupaj z Danielom Radcliffom, Rupertom Grintom in Emmo Watson) za film Harry Potter in kamen modrosti leta 2001
Nominacija: Najboljši nastop v celovečernem filmu Harry Potter in kamen modrosti leta 2001

## Filmografija
| Leto | Naslov                             | Vloga           |  |
| 2011 | Harry Potter in Svetinje smrti 2   | Dreco Malfoy    |  |
| 2010 | Harry Potter in Svetinje smrti 1   | Dreco Malfoy    |  |
| 2009 | 13 Hours                           |                 |  |
| 2009 | Harry Potter in Princ mešane krvi  | Dreco Malfoy    |  |
| 2008 | The Disappeared                    | Simon           |  |
| 2007 | Harry Potter in Feniksov Red       | Dreco Malfoy    |  |
| 2005 | Harry Potter in Ognjeni kelih      | Dreco Malfoy    |  |
| 2005 | Home Farm Twins                    | Adam Baker      |  |
| 2004 | Harry Potter in jetnik iz Azkabana | Dreco Malfoy    |  |
| 2002 | Harry Potter in Dvorana skrivnosti | Dreco Malfoy    |  |
| 2001 | Harry Potter in kamen modrosti     | Dreco Malfoy    |  |
| 2000 | Second Sight 2: Hide and Seek      | Thomas Ingham   |  |
| 1999 | Anna and the King                  | Louis Leonowens |  |
| 1999 | Second Sight                       | Thomas Ingham   |  |
| 1997 | The Borrowers                      | Peagreen Clock  |  |
| 1995 | Bugs                               | James           |  |